# Yaya Banhoro
Yaya Banhoro, mais conhecido simplesmente como Yaya (Ouagadougou, 1 de janeiro de 1996), é um futebolista burquino que atua como atacante.
É filho do ex-jogador Ousmane Banhoro, que chegou a defender a Seleção de Burkina Faso.
Atualmente joga no Bangu Atlético Clube.

## Carreira

### Início
Natural de Burkina Faso, Yaya seguiu os passos do pai e começou no futebol aos 9 anos de idade, sendo figura presente na base da seleção do país.
Se mudou para o Brasil e jogou nas categorias de base do Londrina em 2014. No ano seguinte, foi promovido para o time profissional.

### Iraty
Em 2016, Yaya foi emprestado ao Iraty, até o final do ano. Apesar de ter jogado só 1 jogo no clube e não ter sido muito aproveitado, retornou ao Londrina no mesmo ano.

### Retorno ao Londrina
Yaya voltou para o Londrina em 2016. Participou de oito jogos e fez apenas um gol pela Série B de 2016, Paranaense de 2017 e a Série B de 2017.

### Santos
Em 2017, Yaya foi contratado pelo Santos. Atuou pelo time B, onde participou da campanha do vice-campeonato brasileiro de aspirantes (sub-23) de 2017, mas entrou em apenas duas partidas: uma das semifinais contra o São Paulo e a final contra o Internacional, sempre no segundo tempo.

### Ponte Preta
Em maio de 2018, acabou cedido pelo Santos à Ponte Preta até novembro para a disputa da Série B do Campeonato Brasileiro, onde também não se firmou.

### Bangu
Em 15 de janeiro de 2019, foi anunciada a sua contratação pelo Bangu por empréstimo para o Campeonato Carioca. Foi um dos nomes que ajudou o time a chegar às semifinais do Campeonato Carioca pela primeira vez em 17 anos, marcando 2 gols em 10 jogos, conquistar o terceiro lugar na competição estadual e classificando a equipe para a disputa da Série D. Após o Campeonato, foi sondado por vários times como Botafogo-SP, Ponte Preta, RB Brasil, Chapecoense, Náutico, Vitória de Setubal-POR e Apollon-CHI.

### Retorno ao Santos
Yaya retornou ao Santos no segundo semestre de 2019, mas somente treinou em separado até o fim do seu contrato, no fim do ano. Yaya nunca vestiu a camisa do time profissional do Peixe.

### Joinville
Em 5 de março de 2021, foi anunciada a sua contratação pelo Joinville. Em junho do mesmo ano, rescindiu o contrato em comum acordo com o clube, após disputar 10 jogos com a camisa do JEC e não marcar nenhum gol.

### Aymorés
Em 2023, jogou a segunda divisão mineira pelo Aymorés.

### Retorno ao Bangu
No final de 2023, assinou contrato com o Bangu até o final do Campeonato Carioca de 2024.

## Seleção Burkinense
Em 2017, foi convocado pela Seleção Burquinense para a disputa das eliminatórias para a Copa do Mundo de 2018.
Em 2019, após boas atuações no Campeonato Carioca pelo Bangu, Yaya foi convocado para a disputa de um amistoso, no dia 9 de junho, contra a República Democrática do Congo.

## Títulos

### Profissional
Londrina
- Campeonato do Interior Paranaense: 2015, 2017
- Primeira Liga: 2017